# Сън в лятна нощ (филм, 1999)
„Сън в лятна нощ“ (на английски: A Midsummer Night's Dream) е фантастична романтична комедия от 1999 г., базирана на едноименната пиеса от Уилям Шекспир. Филмът е написан, режисиран и копродуциран от Майкъл Хофман. Участват Рупърт Еверет, Калиста Флокхарт, Кевин Клайн, Мишел Пфайфър, Стенли Тучи, Крисчън Бейл, Софи Марсо и Дейвид Стратърн.